# Microceratodus
Microceratodus is een geslacht van uitgestorven kwastvinnige vissen, behorende tot de longvissen, dat leefde tijdens het vroege Trias.
In 1949 benoemde Carlos Teixeira de typesoort Ceratodus angolensis. De soortaanduiding verwijst naar de herkomst uit het Cassangebekken van Angola. In 1954 benoemde hij het aparte geslacht Microceratodus, 'de kleine Ceratodus'.
Het holotype is IICT MT 73.
Het geslacht is ook gemeld uit Madagaskar.
Microceratodus is gevonden in zoetwaterafzettingen.